# Калик
Калик српско презиме које потиче из села Нос Калик у општини Дрниш, Далмација, (Р. Хрватска). Од 1992. године нема стално насељених у селу. Лица са овим презименом се могу срести у Београду, сремским местима (Старој и Новој Пазови), Шибенику, Ријеци и Загребу.